# マクシミリアン・デ・アンゲリス
マクシミリアン・デ・アンゲリス（Maximilian de Angelis, 1889年10月2日 - 1974年12月6日）は、オーストリアおよびナチス・ドイツの軍人。最終階級はドイツ国防軍砲兵大将。

## 経歴

### オーストリア軍
ハンガリー王国の首都ブダペストに陸軍大尉の息子として生まれる。アイゼンシュタットの陸軍幼年学校を卒業後、ヴァイスキルヒェンの士官学校に入学、さらにヴィーナー・ノイシュタットのテレジア軍事アカデミーに学んだ。1908年に第42野戦砲兵連隊に少尉として入営した。
第一次世界大戦が始まった1914年8月に中尉に昇進、9月に同連隊の第2中隊長に任命され、ガリツィアおよびポーランド南部の戦闘に従軍。1915年7月に皇帝猟兵師団参謀に転じ、1916年10月に第2皇帝猟兵旅団参謀に就任。間もなく第1皇帝猟兵旅団および第88歩兵旅団に転属した。1917年5月に大尉に昇進。1918年11月にイタリア軍の捕虜となり終戦を迎える。1919年10月に釈放された。

### アンシュルス
戦後、オーストリア連邦軍に大尉として復帰、1921年7月に少佐に昇進した。1926年1月に第3旅団参謀に転じ、1927年11月からエンス陸軍学校の戦術教官になった。1929年1月に中佐に昇進。1933年6月に大佐に昇進し、9月に士官大学副校長に任命された。デ・アンゲリスは軍部内における熱心な国家社会主義の信奉者であった。1934年にオーストリア・ナチ党がクーデターを起こした際は、ウィーン地区司令官を務めるつもりでいた。1937年には非合法の軍部内ナチ組織の指導的立場にあった。
1938年3月、アルトゥル・ザイス＝インクヴァルトが短命内閣を組織した際、ヴィルヘルム・ツェーナー（de:Wilhelm Zehner）大将（1ヶ月後におそらくゲシュタポにより暗殺された）に代わる国防次官として入閣した。国防次官としてアンシュルスに際するオーストリア軍のドイツ国防軍への編入に影響力を及ぼし、反ナチス的な将校（前参謀総長アルフレート・ヤンザ de:Alfred Jansaなど）を退役・更迭させた。1938年3月に少将に昇進、同年7月に歩兵第30連隊参謀、ついで8月にユーターボグ地区司令官に転じる。11月に第XV軍区砲兵司令官、翌年6月に第3軍集団司令部参謀に転じた。

### 第二次世界大戦
第二次世界大戦冒頭のポーランド侵攻では西方防壁の守備につく第76歩兵師団長を務める。同師団は翌1940年の西方電撃戦ではヴェルダンやトゥールを占領、8月に中将に昇進した。バルバロッサ作戦にも同師団を率い参加、ヤシ (ルーマニア)、ティラスポリ、クレメンチュークに進撃した。1942年1月に第XXXXIV軍団司令官に任命され、2月に騎士鉄十字章を受章、3月に砲兵大将に昇進した。同軍団を率いてスターリングラード攻防戦に参加、1943年11月に柏葉付騎士鉄十字章を受章した。
1943年11月から12月まで、ホリット軍支隊から編成された第6軍司令官に就任。1944年4月に第6軍司令官に再任したが、7月にフランツ・ベーメの後任の第2装甲軍司令官としてユーゴスラビアに転属となった。第2装甲軍をベオグラードからハンガリー、シュタイアーマルク州、ケルンテン州に後退させた。

### 戦後
1945年5月、終戦とともにアメリカ軍の捕虜となったが、翌年4月にユーゴスラビアに引き渡されて懲役20年の判決を受けた。さらにソビエト連邦に引き渡され、2度の懲役25年の判決を受けた。1955年11月、西ドイツ首相コンラート・アデナウアーのモスクワ訪問に際して釈放され、ハノーファー、ついでミュンヘンに住み、オーストリアのグラーツで85歳で死去した。